# Csillagok Világa
A Csillagok Világa folyóiratot 1944. február 26-án alapította Kulin György csillagász, aki a folyóirat alapítója, és felelős szerkesztője is volt.

## Története
A lap megjelentetése kéthavi lett volna, de 1944-ben csak négy számot terveztek. Végül a második világháború miatt csak három szám jelent meg, az 1944. októberivel bezárólag. 1948-ban, és 1956-ban a magazint újra elindították, de mindkét esetben meg is szűnt még az év vége előtt, főleg a kiadás nehézségei, és az érdeklődés hiánya miatt.

## A megmaradt anyagok
A Pécsi Tudományegyetem összegyűjtötte, majd digitalizálta a kiadott számokat, melyhez az egyetem könyvtárában hozzáférhetnek az érdeklődők.